# Baron-sur-Odon
Baron-sur-Odon és un municipi francès situat al departament de Calvados i a la regió de Normandia. L'any 2007 tenia 839 habitants.

## Demografia

### Població
El 2007 la població de fet de Baron-sur-Odon era de 839 persones. Hi havia 288 famílies de les quals 32 eren unipersonals (16 homes vivint sols i 16 dones vivint soles), 84 parelles sense fills, 144 parelles amb fills i 28 famílies monoparentals amb fills.
La població ha evolucionat segons el següent gràfic:
Habitants censats

### Habitatges
El 2007 hi havia 311 habitatges, 296 eren l'habitatge principal de la família, 7 eren segones residències i 8 estaven desocupats. 302 eren cases i 5 eren apartaments. Dels 296 habitatges principals, 253 estaven ocupats pels seus propietaris, 39 estaven llogats i ocupats pels llogaters i 4 estaven cedits a títol gratuït; 2 tenien una cambra, 4 en tenien dues, 21 en tenien tres, 46 en tenien quatre i 223 en tenien cinc o més. 265 habitatges disposaven pel capbaix d'una plaça de pàrquing. A 98 habitatges hi havia un automòbil i a 190 n'hi havia dos o més.

### Piràmide de població
La piràmide de població per edats i sexe el 2009 era:
| Homes | Edats   | Dones |
| ----- | ------- | ----- |
| 0     | 95 o +  | 0     |
| 0     | 90 a 94 | 4     |
| 0     | 85 a 89 | 0     |
| 0     | 80 a 84 | 0     |
| 0     | 75 a 79 | 4     |
| 16    | 70 a 74 | 0     |
| 8     | 65 a 69 | 16    |
| 20    | 60 a 64 | 28    |
| 24    | 55 a 59 | 12    |
| 36    | 50 a 54 | 24    |
| 16    | 45 a 49 | 40    |
| 32    | 40 a 44 | 44    |
| 16    | 35 a 39 | 12    |
| 24    | 30 a 34 | 8     |
| 8     | 25 a 29 | 16    |
| 36    | 20 a 24 | 24    |
| 40    | 15 a 19 | 16    |
| 24    | 10 a 14 | 16    |
| 16    | 5 a 9   | 16    |
| 8     | 0 a 4   | 0     |

## Economia
El 2007 la població en edat de treballar era de 570 persones, 439 eren actives i 131 eren inactives. De les 439 persones actives 410 estaven ocupades (217 homes i 193 dones) i 29 estaven aturades (13 homes i 16 dones). De les 131 persones inactives 48 estaven jubilades, 62 estaven estudiant i 21 estaven classificades com a «altres inactius».

### Ingressos
El 2009 a Baron-sur-Odon hi havia 297 unitats fiscals que integraven 861 persones, la mediana anual d'ingressos fiscals per persona era de 21.187 €.

### Activitats econòmiques
Dels 18 establiments que hi havia el 2007, 1 era d'una empresa extractiva, 1 d'una empresa de fabricació de material elèctric, 1 d'una empresa de fabricació d'altres productes industrials, 5 d'empreses de construcció, 4 d'empreses de comerç i reparació d'automòbils, 1 d'una empresa de transport, 2 d'empreses immobiliàries, 2 d'empreses de serveis i 1 d'una empresa classificada com a «altres activitats de serveis».
Dels 5 establiments de servei als particulars que hi havia el 2009, 1 era un taller de reparació d'automòbils i de material agrícola i 4 lampisteries.
L'any 2000 a Baron-sur-Odon hi havia 8 explotacions agrícoles que ocupaven un total de 388 hectàrees.

## Equipaments sanitaris i escolars
El 2009 hi havia una escola elemental.

## Poblacions més properes
El següent diagrama mostra les poblacions més properes.